# William Edward Lori
William Lori (William Edward Lori), né le 6 mai 1951 à Louisville dans le Kentucky aux États-Unis), est un évêque américain, archevêque de Baltimore depuis mars 2012.

## Biographie
Après ses études primaires et secondaires, il suit les cycles de philosophie et de théologie au séminaire Mount Saint Mary d'Emmitsburg dans le Maryland. 
Il est ordonné prêtre pour le l'archidiocèse de Washington par le cardinal William Wakefield Baum, alors archevêque de la capitale fédérale. Après quelques années de ministère paroissial, il reprend ses études à l'Université catholique d'Amérique où il obtient un doctorat en théologie en 1982. C'est ensuite auprès du cardinal James Hickey qui a succédé au cardinal Baum à Washington, qu'il travaille, comme secrétaire, puis comme conseiller théologique. En 1994, il est nommé vicaire général de l'archidiocèse. 
Le 28 février 1995, le pape Jean-Paul II le nomme évêque titulaire de Bulla (de) et évêque auxiliaire de Washington. Il reçoit la consécration épiscopale des mains du cardinal Hickey le 20 avril suivant. 
Le 23 janvier 2001, il est nommé évêque de Bridgeport dans le Connecticut.
En avril 2005, il est élu aumônier suprême des Chevaliers de Colomb.
Le 20 mars 2012, Benoît XVI le nomme archevêque de Baltimore où il succède à Edwin O'Brien appelé à Rome. 
Au sein de l'USCCB, il a été président de la commission doctrinale et de la commission pour les universités. Il est également l'un des membres du groupe de travail qui rédige en 2002 la Charte pour la protection des enfants et des jeunes (Charter for the Protection of Children and Young People) définissant la politique de « tolérance zéro » concernant les abus sexuels sur mineurs commis par des prêtres aux États-Unis. 
Il est président, depuis septembre 2011, de la commission ad hoc de l'USCCB chargée de veiller au respect de la liberté religieuse aux États-Unis, ce qui fait de lui une personnalité de premier plan dans les débats autour des évolutions législatives concernant la famille, la santé ou les questions de bioéthique .

## Distinctions
En 2015, William Lori est le lauréat du Prix international de la liberté religieuse, décerné par le Centre international d'études juridiques et religieuses, ou International Center for Law and Religion Studies (ICLRS), en liaison avec la J. Reuben Clark Law School (JRCLS) de l'Université Brigham Young (BYU). Ce prix « reconnaît les contributions exceptionnelles à la promotion et à la protection de la liberté religieuse ». Dans son discours lors du dîner de remise du Prix, William Lori a rappelé la vision nouvelle de la liberté religieuse du pape François : construire une société tolérante et inclusive, rejetant toute forme d'intolérance, et « être prêts à préserver et à défendre cette liberté de tout ce qui pourrait la menacer ou la compromettre ».

## Succession apostolique
William Edward Lori a ordonné les évêques suivants :
- Évêque Adam Parker (en) (2017)
- Évêque Mark E. Brennan (en) (2017)
- Évêque Bruce Lewandowski (en), C.SS.R. (2020)
- Évêque William Edward Koenig (en) (2021)